# サバクハリトカゲ
サバクハリトカゲ（砂漠針蜥蜴、学名：Sceloporus magister）は、爬虫綱有鱗目トカゲ亜目イグアナ科（ツノトカゲ科とする説もあり）ハリトカゲ属に分類されるトカゲ。

## 分布
アメリカ合衆国、メキシコ

## 形態
全長18-30cm。体色はオスの成体は黒褐色で、繁殖期には黄色い斑点が現れる。メスや幼体は褐色。

## 亜種
- Sceloporus magister magister　Hallowell, 1854
- Sceloporus magister bimaculosus　Phelan and Brattstrom, 1955　Twin-spotted spiny lizard
- Sceloporus magister cephaloflavus　Tanner, 1955　Orange-headed spiny lizard
- Sceloporus magister transversus　Phelan and Brattstrom, 1955　Barred spiny lizard
- Sceloporus magister uniformis　Phelan and Brattstrom, 1955　Yellow-backed spiny lizard

## 生態
砂漠や荒地等の岩場に生息する。動きは俊敏。
食性は動物食の強い雑食で昆虫類、節足動物、果実、花等を食べる。
繁殖形態は卵生。

## 人間との関係
ペット用として流通されることがあり、日本にも輸入されている。主に亜種S. m. uniformisが流通しているとされる。